# Hypomolis aeruginosa
Hypomolis aeruginosa là một loài bướm đêm thuộc phân họ Arctiinae, họ Erebidae.